# Paciência (Sao Tomé-et-Principe)
Pour les articles homonymes, voir Paciência.
Paciência est une localité de Sao Tomé-et-Principe située au nord de l'île de Principe, entre Belo Monte et Praia Inhame. C'est une ancienne roça.

## Histoire
De petite taille, cette roça a d'abord appartenu au docteur Cupertino d’Andrade, avant de devenir une dépendance de la roça Sundy. Elle est en cours de réhabilitation et maintient une activité agricole. Elle abrite aussi une école de maçonnerie.

## Population
Lors du recensement de 2012, 56 habitants y ont été dénombrés.